# Martín Cabrera (baloncestista)
Martín Cabrera (Córdoba, Argentina, 19 de enero de 1996) es un baloncestista argentino que se desempeña como base en el Unión de Santa Fe de la Liga Nacional de Básquet de Argentina.

## Trayectoria

### Clubes
| Club                     | País      | Año             |
| ------------------------ | --------- | --------------- |
| Instituto                | Argentina | 2015 - 2016     |
| Villa San Martín         | Argentina | 2016 - 2018     |
| San Martín de Corrientes | Argentina | 2018 - 2019     |
| Instituto                | Argentina | 2019 - 2020     |
| Villa San Martín         | Argentina | 2020 - 2021     |
| Estudiantes de Olavarría | Argentina | 2021 - 2022     |
| Independiente de Oliva   | Argentina | 2022 - 2023     |
| Bauru                    | Brasil    | 2023 - 2024     |
| Independiente de Oliva   | Argentina | 2024 - 2025     |
| Unión de Santa Fe        | Argentina | 2025 - Presente |

## Selección nacional
Cabrera representó a su país en el Campeonato Sudamericano de Baloncesto Sub-15 de 2011. 